# Bonomi B.S. 18 Airone
L'Airone era un aliante veleggiatore, monoposto ad ala alta prodotto dall'azienda italiana Aeronautica Bonomi negli anni trenta.
Il catalogo lo descriveva come adattissimo per tutti i tipi di volo veleggiato, sia di pendio che termico, come pure per i lanci a verricello ed aerorimorchi.

## Tecnica
Era caratterizzato da un'ala controventata da due montanti e posto di pilotaggio aperto.

Le ali erano realizzate in due sezioni: rettangolare nella parte centrale e rastremata nelle parti esterne, con le estremità raccordate.
La fusoliera era a sezione esagonale, interamente ricoperta in legno compensato, con sezione maestra ridottissima per ottimizzare l'aerodinamica, ed era dotato di un pàttino elastico.

Il posto di pilotaggio, superiormente aperto, era racchiuso in una carenatura della fusoliera.